# Pierre Louis de Lacretelle

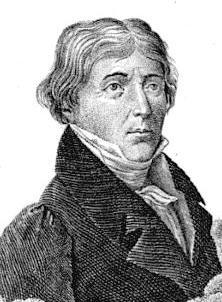
Pierre Louis de Lacretelle

Pierre Louis de Lacretelle, bijgenaamd Lacretelle aîné (Lacretelle de Oudere), (Metz, 9 oktober 1751 - Parijs, 5 september 1824) was een Frans letterkundige, advocaat en strafrechthervormer. Hij was lid van de Académie française van 1806-1824.

## Voor de Revolutie
Hij was advocaat en letterkundige te Metz waar hij meewerkte aan het Répertoire de jurisprudence en aan Mercure de France. Hij werkte samen met Malesherbes rond de protestantse kwestie. Hij was bevriend met Jean Le Rond d'Alembert, George Louis Leclerc de Buffon, Condorcet, Jean-François de La Harpe, Anne Robert Jacques Turgot en Pierre-Louis Roederer. Pierre Louis de Lacretelle was enthousiast voor de nieuwe ideeën. In 1784 deelde hij een prijs voor een essay samen met Maximilien Robespierre. De titel van zijn winnend essay was Discours contre les peines infamantes.

## Tijdens de Revolutie
In 1789 werd hij verkozen door de Parijzenaars als afgevaardigde van de derde stand bij de Generale Staten maar hij zetelde niet.
Ook voor de Assemblée legislative werd hij verkozen in 1791. Hij was een van de oprichters van de club des Feuillants. Hij nam een gematigd standpunt in visie en handelingen. Hij nam geen deel aan de Conventie en verkoos ver van Parijs te blijven tijdens de terreur onder Robespierre. Dankzij de val van Robespierre ontsnapte hij aan de guillotine.

## Onder het Directoire
Onder het Directoire zetelt hij in het Hogergerechtshof en tussen 27 februari 1797 en 26 mei 1797 moet hij oordelen over Gracchus Babeuf.

## Onder het Consulaat en het Eerste Keizerrijk
Hij steunt Napoleon Bonaparte en wordt afgevaardigde voor het departement van de Seine. Onder het eerste keizerrijk en de restauratie houdt hij zich vooral met letterkunde bezig. In 1803 werd Lacretelle verkozen tot lid van de Académie française.